# Caha Mountains
Caha Mountains är en bergskedja i republiken Irland.   Den ligger i grevskapet Ciarraí och provinsen Munster, i den sydvästra delen av landet, på Bearahalvön.